# Lössewitz
Lössewitz ist ein Ortsteil der Gemeinde Calvörde im Landkreis Börde in Sachsen-Anhalt.

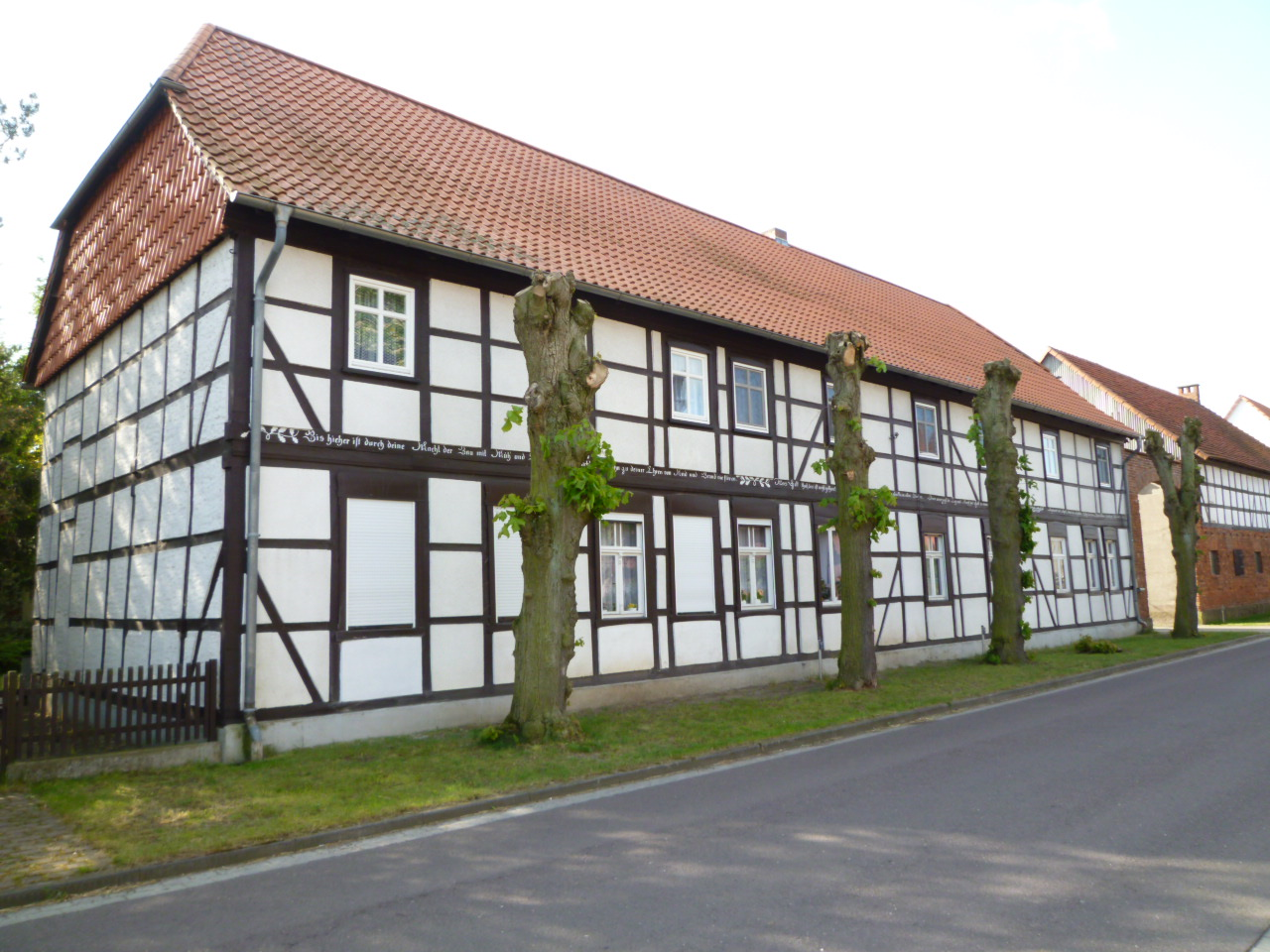
1841 wieder errichtetes Wohnhaus, Dorfstraße 8

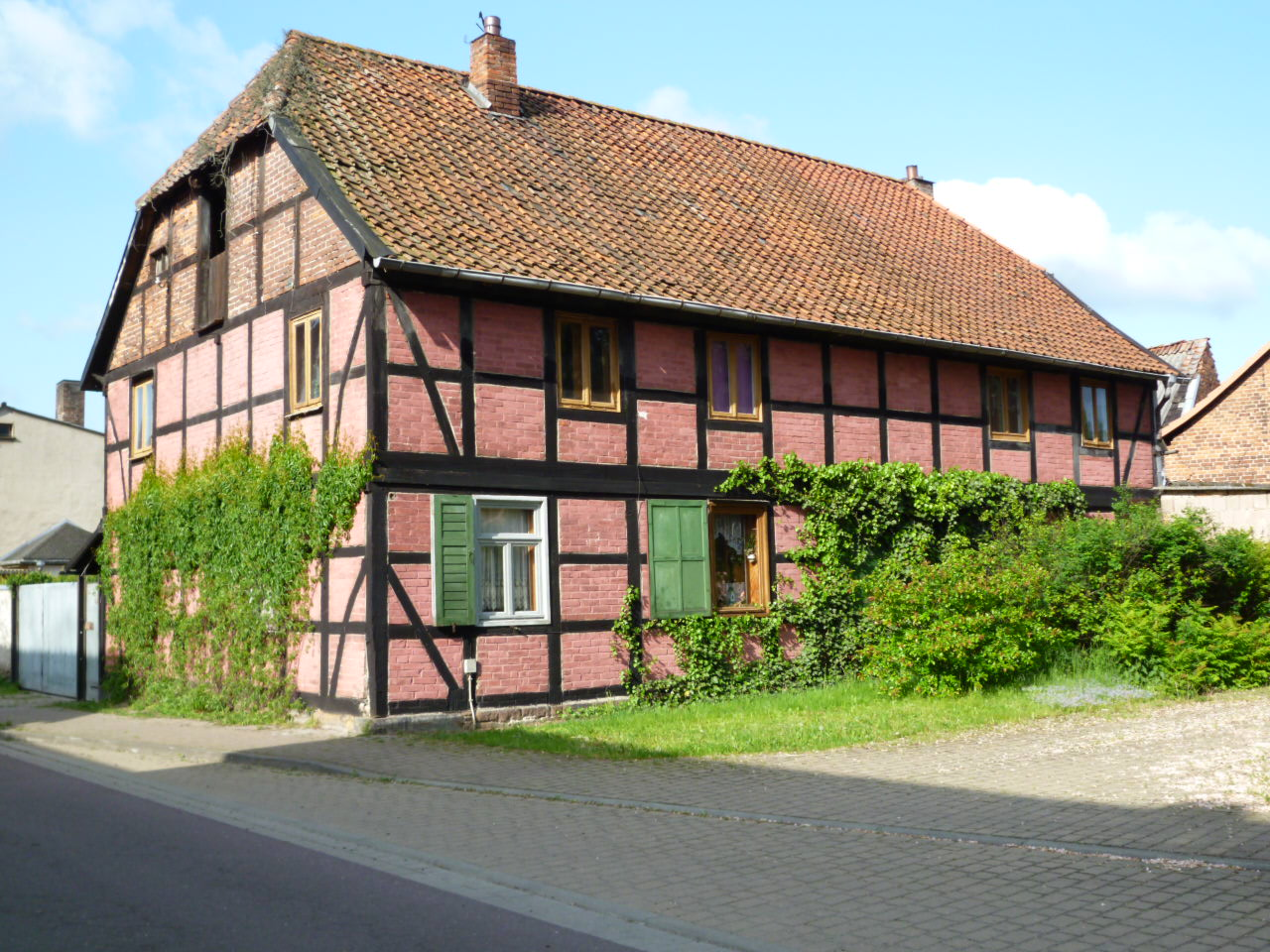
Fachwerkbau mit Krüppelwalmdach

## Geografie
Lössewitz liegt ca. drei Kilometer östlich von Calvörde am Rande des Naturparks Drömling, zwischen den Calvörder Ortsteilen Zobbenitz und Berenbrock. Der Ort ist von Grünflächen, Ackerflächen und Mischwäldern umgeben. Im Westen verläuft die Wanneweh, ein Nebenfluss der Ohre.

## Geschichte
Historisch ist Lössewitz mit dem Flecken Calvörde verbunden, einer Exklave des Fürstentums Braunschweig-Wolfenbüttel. Lössewitz findet bereits 1265 als Lüssewitz Erwähnung. Lössewitz gehört seit 1539 zur Burg Calvörde. Da der Ort über keine Kirche verfügt, wurde er bereits 1594/1599 nach Calvörde eingepfarrt. Zur einstigen Gemeinde Lössewitz gehörte der Wohnplatz Damm-Mühle.
Elsebeck wurde am 1. Juli 1950 nach Berenbrock eingemeindet. Im Jahr 2006 wurden umfangreiche Straßenumbenennungen durchgeführt. Die Hausnummern wurden ebenfalls geändert.
Am 1. Januar 2010 schlossen sich die Gemeinden Berenbrock (mit Lössewitz und Elsebeck), Dorst, Grauingen, Klüden, Mannhausen, Velsdorf, Wegenstedt und Zobbenitz mit dem Flecken Calvörde zur neuen Gemeinde Calvörde zusammen.

## Historische Flurnamen
Eine Vielzahl von historischen Flurnamen sind auf dem Gebiet von Lössewitz verzeichnet, zum Beispiel: Porfitz, Kirchenstieg, Knick, Wischhof, Lotsche, Schweineweide, Rehkuhle, Salau, An dem Hammelföhr, Die Breite, Lerchenplan, Mühlenplan, Kulk, Pump und Rasenbreite.

## Wirtschaft und Infrastruktur

### Verkehrsanbindung
Zur Bundesstraße 71, die Bremerhaven und Magdeburg verbindet, sind es ca. 13 km.

## Sehenswürdigkeiten
Lössewitz ist ein Rundlingsdorf, der Rundbau ist noch heute erkennbar.

### Bauwerke
- Dorfstraße 5, 6, 8, 9 (Lössewitz), zahlreiche im barocken Stil errichtete Bauwerke hat das Dorf zu zeigen